# Den Skaldede Kok
Carsten Olsen (født i 1964), bedre kendt som Den Skaldede Kok, er en kendt dansk tv-kok, der har skrevet flere kogebøger og holdt adskillige foredrag. Han blev kendt i 1999 da han debuterede som tv-kokken på DK4, hvor han satte fokus på kvalitetsmad til få penge. Det er efterfølgende blevet til 61 udsendelser, hvor han bl.a. har rejst rundt i Danmark og udlandet for at opsnuse egnsretter.
Han er udlært kok fra Hotel D’Angleterre i København og tjener fra Plaza. Fra 2007 til 2012 drev han Restaurant Den Skaldede Kok i Tivoli med 45 ansatte. I 2013 åbnede han sammen med sin partner to-mands-firmaet ”Den Skaldede Kok Catering” i Helsingør.
I 2010 fik den dengang 156 kg store mand en gastric bypass-operation og har siden tabt ca. 70 kg. Den 23. marts 2012 blev han indlagt på Rigshospitalet med stærke mavesmerter. Lægerne fandt 27 huller i hans tarme og mavesæk, der tappede ham for blod, og lægerne måtte give ham 10 liter blod. Han var tæt på at dø af de blødende mavesår.
Han er også musiker og spiller sammen med Tamra Rosanes og pianist Morten Wittrock i bandet Rockabilly Heart og har i den forbindelse udgivet to albums.